# بيل ميريت (لاعب كرة قاعدة)
بيل ميريت (بالإنجليزية: Bill Merritt)‏ هو لاعب كرة قاعدة أمريكي، ولد في 30 يوليو 1870 في لوويل في الولايات المتحدة، وتوفي بنفس المكان في 17 نوفمبر 1937.

## وصلات خارجية
- بيل ميريت على موقعبيزبول رفرنس.كوم (الدوري الرئيسي) (الإنجليزية)